# Szászcsór
Szászcsór (románul: Săsciori, németül: Sassenberg, szász nyelven Schiewes) falu Romániában, Erdélyben, Fehér megyében.

## Fekvése
Szászsebestől 10 km-re délre, a Sebes folyó partján, a Kudzsiri-havasok peremén fekszik.

## Nevének eredete
Neve a román sas 'szász' népnév többes számú, kicsinyítő képzős alakja. Először 1309-ben sub castro Petri, majd 1345-ben, Nagyolahfalu néven említették, mai nevén először 1464-ben szerepelt (mint Schekchuor és Sekchor).

## Története
A 17. századtól kezdve fazekasairól volt ismert. A középkor végétől 1876-ig két részre oszlott. Egyik része Szászsebesszékhez, másik része Alsó-Fehér vármegyéhez tartozott, utóbbit Barcsay Ábrahám jobbágyai lakták. 1816-ban a környékbeli parasztok lerombolták Bethlen Zsuzsanna udvarházát. 1876-ban vásártartási jogot kapott, ettől kezdve Szeben vármegyei román falu volt. Lucian Blaga említi, hogy a 20. század elején a szászcsóri fazekasok golyvások voltak.

## Népessége
- 1850-ben 1310 lakosából 1287 volt román nemzetiségű és 1306 ortodox vallású.
- 2002-ben 1471 lakosából 1468 volt román nemzetiségű; 1420 ortodox és 18 pünkösdista vallású.

## Látnivalók
- A falutól délre emelkedő hegyen ovális alakú, 150×35–40 méteres várrom. Entz Géza szerint a 11–12. században kialakított védelmi rendszer része – eredetileg palánkvár, amelyet később kőfalakkal erősítettek.[4] Először 1309-ben említették, valószínűleg a kelneki grófok tulajdonát képezte. 1531-ben Szapolyai János hívei megostromolták, mert a Ferdinánd-párti Horvát János birtokolta. 1575-ben Szászsebes birtokába került.

## További információk

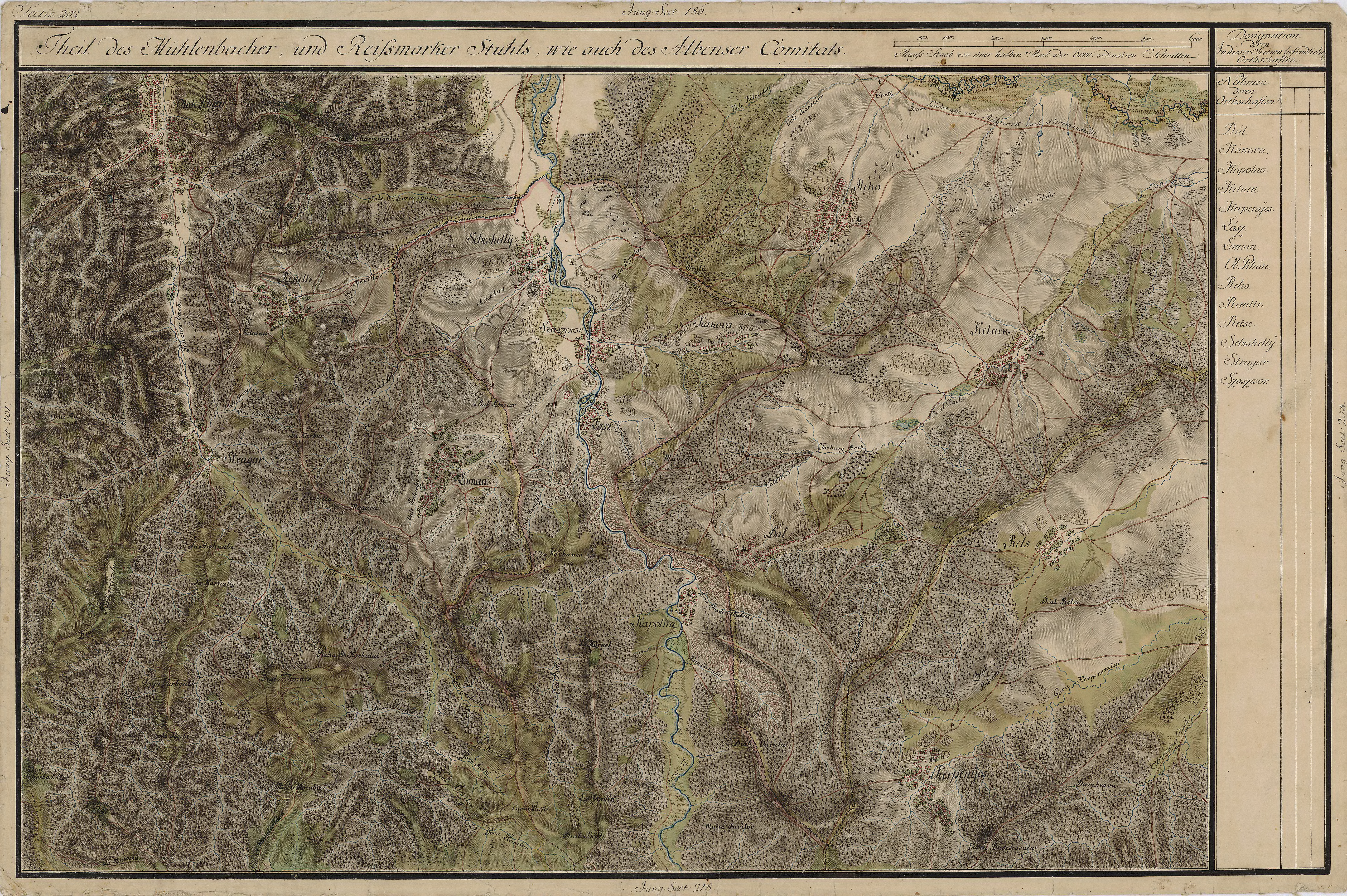
Szászcsór környéke 1770 körül

## Gazdaság
Fafeldolgozás, bútorgyártás.